# Chuvasia
La república de Chuvasia (en ruso: Чувашия, Чувашская Республика; en chuvasio: Чăваш Ен, Чӑваш Республики) o simplemente Chuvasia es una de las veinticuatro repúblicas que, junto con los cuarenta y siete óblast, nueve krais, cuatro distritos autónomos y tres ciudades federales, conforman los ochenta y nueve sujetos federales de Rusia. Su capital es Cheboksari. Está ubicada en el distrito Volga limitando al norte con el río Volga que la separa de Mari-El, al este con Tartaristán, al sur con Uliánovsk, al suroeste con Mordovia y al oeste con Nizhni Nóvgorod.

## Geografía

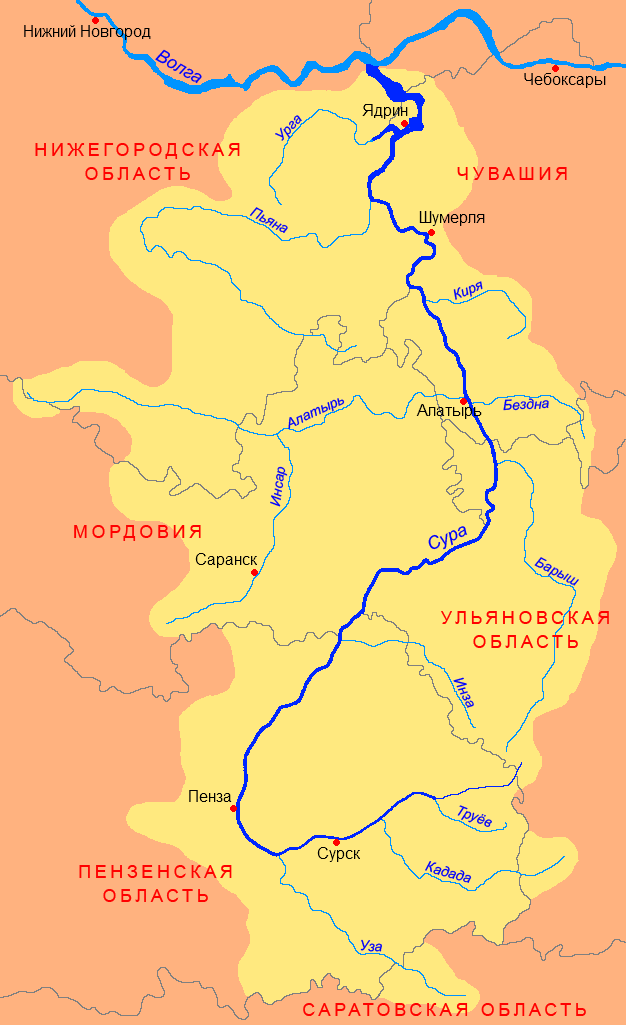
El río Sura (Сура́) fluye por el poniente de Chuvasia —en su parte más septentrional, formando frontera con el óblast de Nizhni Nóvgorod— pasando por las ciudades de Alátyr (Алатырь), Shúmerlia (Шу́мерля) y Yadrin (Я́дрин)

Chuvasia se encuentra en el centro de la parte europea de Rusia, en el centro de la región de Volgo-Viatski, a mitad de camino entre Nizhni Nóvgorod y Kazán. La república no es muy extensa, pero es una de las zonas más densamente pobladas de la Federación Rusa, con una población total de 1.350.000 habitantes.
La ubicación central de Chuvasia ofrece a las compañías que se ubican en la república acceso fácil a algunas de las regiones más desarrolladas industrialmente del país.
La mayoría de la república es de carácter rural, siendo las principales poblaciones Cheboksari (453.700 hab. en 2004) y Novocheboksarsk (125.600 hab. en 2004). 

### Zona horaria
Chuvasia se encuentra en la zona horaria de Moscú (MSK/MSD). UTC +0300 (MSK)/+0400 (MSD).

## Escuelas
- Escuela Secundaria Iván Yákovlev de Álikovo